# Campylocentrum acutilobum
Campylocentrum acutilobum är en orkidéart som beskrevs av Célestin Alfred Cogniaux. Campylocentrum acutilobum ingår i släktet Campylocentrum och familjen orkidéer.
Artens utbredningsområde är Paraguay. Inga underarter finns listade i Catalogue of Life.